# Рекел
Рекел (др.-греч. Ῥαίκηλος) — античное поселение на северо-восточном побережье Термического залива.
Согласно Аристотелю, город был основан афинским тираном Писистратом вместе с эретрийцами в начале своего второго изгнания (556—546 годы до н. э.) из Афин. Существует несколько предположений о расположении и дальнейшей судьбе Рекела. Схолиаст к «Александре» Ликофрона, на основании фрагмента о странствованиях Энея «Вначале в Рекел он придёт, поселится», идентифицировал Рекел как Энею. Возможно, Рекел был названием западной части области Анфемунт, а Писистрат с эретрийцами основали Дикею. Согласно современным представлениям поселение находилось рядом с Энеей и Дикеей около мыса Мегало-Эмволон.
Рекел, по всей видимости, был укреплённым поселением, которое служило Писистрату хоть и временным, но надёжным убежищем во время своего пребывания вне Афин. Афинский тиран использовал это поселение как базу для дальнейшей экспансии на восток, захвата серебряных рудников в Пангейских горах восточнее русла Стримона. Возможно в этих походах участвовали и переселенцы, которые прибыли с Писистратом в Рекел. Согласно мнению американского историка Ч. Едсона основание Рекела стало первым эпизодом колонизации македонской территории афинянами, что привело к появлению дипломатических отношений между македонскими царями и Древними Афинами.
О дальнейшей судьбе Рекела ничего неизвестно.

## Примечание
1. ↑  Аристотель, 1937, 15, 2.
2. ↑  Ликофрон, 2011, 1236.
3. ↑  Zahrnt, Michael. Rhaecelus. Brill’s New Pauly. Дата обращения: 26 января 2022. Архивировано 26 января 2022 года.
4. ↑  Борза, 2013, с. 156.
5. ↑  Борза, 2013, с. 156—157.
6. ↑  Берве, 1997, с. 66—67.
7. ↑  Edson, 1947, p. 89—91.
8. ↑  Xydopoulos, 2012, p. 21—24.
9. ↑  Edson, 1947, p. 91.